# 20 minutos
20 minutos är en spansk gratistidning med allmän information som utkommer måndag till fredag. Tidningen ägs av 20 Minutos Editora, S.L. och har sitt säte i Madrid.
Tidningen utkommer i sju spanska städer, Madrid, Barcelona, Valencia, Sevilla, Málaga, Granada och Córdoba).